# Kanadska svemirska agencija
Kanadska svemirska agencija (eng. kratica CSA, Canadian Space Agency, fra. kratica ASC, Agence spatiale canadienne) osnovana je prilično kasno, 1989., kao federalna organizacija relativna "skromna", ali kontinuirano rastućeg proračuna (250 milijuna američkih dolara). Sjedište CSA je John H. Chapman Space Centre, u Quebecu, nazvano po čovjeku koji se smatra ocem kanadskog svemirskog programa. Ovdje se nalaze različiti administrativni i tehnički uredi, odjel za astronaute, međunarodnu suradnju, kontrolu satelita, simulatori za robotsku ruku, centar za potporu misijama razvoja proteinskih kristala, itd.

## Povijest
Kanada je pokazala rani interes za svemirom, kao načinom za razvoj svog golemog teritorija. Njen prvi satelit Alouette 1 (istraživanje ionosfere), lansiran 1962., učinio je Kanadu trećom zemljom u svijetu koja je u svemir postavila svoj umjetni satelit. Lansiranjem 1972. prvog u seriji od 13 satelita, Anik A-1, Kanada je postala prva zemlja u svijetu koja posjeduje mrežu geostacionarnih komunikacijskih satelita. Također, 1995., lansiran je njen promatrački satelit opremljen radarom RADARSAT-1, a u pripremi je lansiranje i satelita RADARSAT-2.
Sveukupno je u zemljinu orbitu lansirano oko 25 kanadskih satelita za istraživanje ionosfere, telekomunikacije, promatranje Zemlje i atmosfere, te svemirski teleskop. Kanada nema vlastito lansirno vozilo, pa su njene satellite ponajviše lansirale američke (Atlas, Thor, Delta II, Pegasus, STS), europske (Ariane) i ruske (Sojuz, Proton) rakete. Od 1984. do danas u svemir je, kao dio posade američkog Space Shuttlea (STS) i misija na svemirsku postaju Mir i ISS, lansirano čak 8 kanadskih astronauta. Specijalizirajući se za pojedina tehnološka područja Kanada je, posebno u suradnji s NASA-om i ESA-om, uspjela bitno doprinijeti svjetskim svemirskim naporima. Primjer tog doprinosa je i sofisticirana robotska ruka za Space Shuttle (Canadarm) i za Međunarodnu svemirsku postaju, ISS (Canadarm 2). Kanada je na taj način stekla know-how u vrlo specifičnim područjima, što omogućava njenim, iako relativno malim, kompanijama visoku razinu konkurentnosti i izvoza na međunarodnom tržištu.
Kanadska svemirska agencija osnovana je prilično kasno, 1989., kao federalna organizacija s relativno "skromnim", ali kontinuirano rastućim proračunom (250 milijuna američkih dolara). Sjedište CSA je John H. Chapman Space Centre, u Quebecu, nazvano po čovjeku koji se smatra ocem kanadskog svemirskog programa. Ovdje se nalaze različiti administrativni i tehnički uredi, odjel za astronaute, međunarodnu suradnju, kontrolu satelita, simulatori za robotsku ruku, centar za potporu misijama razvoja proteinskih kristala, itd. 
Kraj Ottawe se nalazi David Florida Laboratory, CSA centar namijenjen izgradnji i testiranju svemirskih letjelica (satelita), opremljen odgovarajućom infrastrukturom i opremom, poput čistih soba, skladišta, simulatora svemirskih uvjeta i uvjeta prilikom lansiranja, službenih ureda. Također, CSA posjeduje i manje urede u Parizu, Washingtonu, Cape Canaveralu i Houstonu. Ukupno zapošljava 575 ljudi, te oko 100 studenata u sklopu radionica i ljetne prakse. Kanadska svemirska agencija (CSA) daje prednost stjecanju kanadskog iskustva i stručnosti u programima s istinskom industrijskom primjenom, tj. pozitivnim ekonomskim i socijalnim učincima.